# 莫日地区圣康坦
莫日地区圣康坦（法語：Saint-Quentin-en-Mauges，法語發音：[sɛ̃ kɑ̃tɛ̃ ɑ̃ moʒ] ⓘ）是法国曼恩-卢瓦尔省的一个旧市镇，属于绍莱区。2015年12月15日，莫日地区圣康坦和相邻的10个市镇合并为新市镇埃夫尔河畔蒙特勒沃（Montrevault-sur-Èvre）。

## 地理
莫日地区圣康坦（47°17'31"N, 0°54'47"W）面积21.31 平方千米，位于法国卢瓦尔河地区大区曼恩-卢瓦尔省，该省份为法国西部内陆省份，大致对应安茹地区，北起顺时针与马耶讷省、萨尔特省、安德尔-卢瓦尔省、维埃纳省、德塞夫勒省、旺代省、大西洋卢瓦尔省和伊勒-维莱讷省接壤。
与莫日地区圣康坦接壤的市镇（或旧市镇、城区）包括：博斯、莫日新堡、莫日地区绍德龙、莫日地区讷维、莫日地区勒潘、卢瓦尔河畔莫日、圣克里斯蒂娜、拉波姆赖。

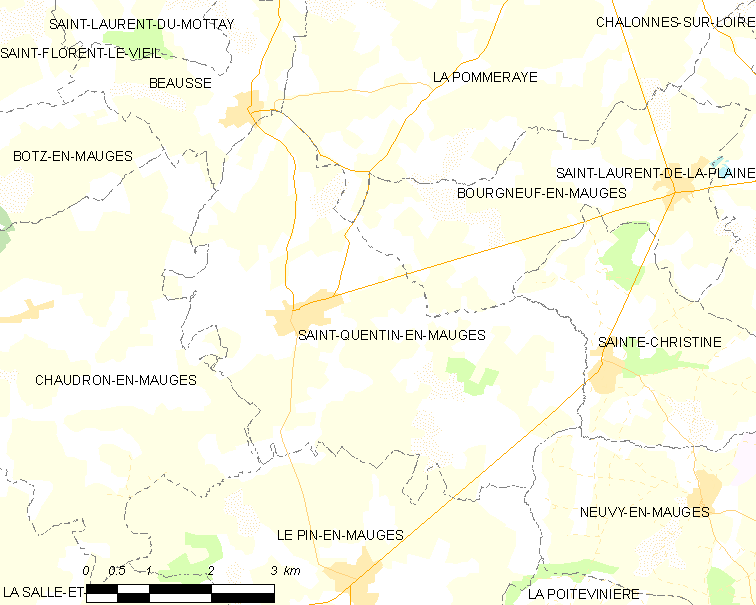
莫日地区圣康坦的OSM定位图

莫日地区圣康坦的时区为UTC+01:00、UTC+02:00（夏令时）。

## 行政
莫日地区圣康坦的邮政编码为49110，INSEE市镇编码为49314。

## 政治
莫日地区圣康坦所属的省级选区为莫日地区博普雷欧县。

## 人口

1962-2008年间莫日地区圣康坦人口变化图示

莫日地区圣康坦于2018年1月1日时的人口数量为1024人。